# Cryphia parva
Cryphia parva är en fjärilsart som beskrevs av Shigero Sugi 1980. Cryphia parva ingår i släktet Cryphia och familjen nattflyn. Inga underarter finns listade i Catalogue of Life.